# Edward Aloysius McGurkin
Edward Aloysius McGurkin MM (* 22. Juni 1905 in Hartford, Connecticut; † 28. August 1983 in Ossining, New York) war ein US-amerikanischer Ordensgeistlicher und römisch-katholischer Bischof von Shinyanga.

## Leben
Edward Aloysius McGurkin besuchte das St. Thomas Preparatory Seminary. Er trat der Ordensgemeinschaft der Maryknoll-Missionare bei und empfing am 14. September 1930 durch den Weihbischof in New York, John Joseph Dunn, das Sakrament der Priesterweihe.
Anschließend war Edward Aloysius McGurkin für die englischsprachige Abteilung des Fidesdienstes in Rom und als Privatsekretär des Präfekten der Kongregation De Propaganda Fide, Pietro Kardinal Fumasoni Biondi, tätig. Von 1935 bis 1938 war McGurkin Generalprokurator der Maryknoll-Missionare in Rom, bevor er als Missionar nach Fushun entsandt wurde. Kurz nach dem Ausbruch des Zweiten Weltkriegs wurde er durch die Japanische Besatzungsmacht interniert. 1946 konnte McGurkin in die USA zurückkehren und wurde Spiritual am Mutterhaus der Maryknoll-Missionare. Ab 1948 war er Superior des Mutterhauses. Nachdem er kurzzeitig als Novizenmeister in der Niederlassung seiner Ordensgemeinschaft in Bedford gewirkt hatte, wurde er 1954 Superior der Missionsstation in Shinyanga.
Am 4. Juli 1956 ernannte ihn Papst Pius XII. zum ersten Bischof von Shinyanga. Der Erzbischof von Hartford, Henry Joseph O’Brien, spendete ihm am 3. Oktober desselben Jahres in Hartford die Bischofsweihe; Mitkonsekratoren waren der Bischof von Wuzhou, Frederick Anthony Donaghy MM, und der Bischof von Bridgeport, Lawrence Shehan. Als Wahlspruch wählte er Primum Regnum Dei. McGurkin nahm an allen vier Sitzungsperioden des Zweiten Vatikanischen Konzils teil. Papst Paul VI. nahm am 30. Januar 1975 das von Edward Aloysius McGurkin vorgebrachte Rücktrittsgesuch an. Anschließend kehrte McGurkin in die USA zurück und wirkte als Geistlicher Begleiter mehrerer Cursillo-Gruppen sowie als Seelsorger im Westchester County.